# Janne Stefansson
Pour les articles homonymes, voir Stefansson.
Janne Stefansson (né le 19 mars 1935 à Transtrand) est un ancien fondeur suédois.

## Palmarès

### Jeux Olympiques
| Épreuve / Édition | Squaw Valley 1960 | Innsbruck 1964 |
| 15 km             | 7e                | 5e             |
| 30 km             |                   | 4e             |
| 50 km             |                   | 4e             |
| 4 × 10 km         | 4e                | Or             |

### Championnats du monde
| Épreuve / Édition | Zakopane 1962 |
| 15 km             | 6e            |
| 30 km             | Argent        |
| 50 km             | 6e            |

### Vasaloppet
- Vainqueur 1962, 1963, 1964, 1965, 1966, 1968 et 1969.